# حدئي وجوه
في الهندسة الرياضية، حَدَئِيّ الوجوه نوني التناظر (بالإنجليزية: n-trapezohedron, n-gonal trapezohedron) أو ثنائي الهرم التخالفي (بالإنجليزية: n-antidipyramid, n-antibipyramid) هو متعدد وجوه ثِنْوِيّ للموشور التخالفي النوني (n-gonal). الوجوه النونية الأضعاف (2n وجوه) لحدئي الوجوه النوني التناظر متطابقة ومُتعرِّجة الترتيب تناظريًا؛ يطلق عليهم اسم الحِدْآن المفتولة. في حالة التناظر العالي، وجوهها الذي عددها 2n هي حدآن (المفرد: حَدَأة).
صفة "نوني التناظر" (n-gonal) في تسمية حدئيات الوجوه لا تشير إلى الوجوه هنا، ولكن إلى ترتيبَيْ كل n رأس حول محور التناظر النوني (n-fold).

## التسمية
يسمى متعدد الوجوه هذا في أغلب المراجع بمجسم المعين المنحرف أو مجسم الشكل المنحرف أو المجسم المنحرف، وهذا يرجع إلى خلط بين المعاني المختلفة للسابقة trapezo؛ ذُكر في الطبعة 11 من الموسوعة البريطانية أن تلك البادئة مشتقة من trapezoid التي تعني في هذا السياق حدأة، وهو أحد أنواع رباعيات الأضلاع، كما يُطلق على الحدأة أيضًا اسم deltoid (ومنه جاءت تسمية deltohedron).

### معلومات المراجع الكاملة
Spencer, Leonard James (1911). "Crystallography" . In Chisholm, Hugh (ed.). Encyclopædia Britannica (بالإنجليزية) (11th ed.). Cambridge University Press. Vol. 07. pp. 569–591.